# Пушин
Пушин (англ. Pusheen) — кішка, персонаж коміксів та наборів наліпок у Facebook, Instagram, iMessage та інших платформах соціальних мереж. Пушин було створено 2010 року Клер Белтон та Ендрю Даффом для коміксів на їх вебсайті Everyday Cute. Зовсім недавно персонаж Пушин використовувався в публікаціях у соціальних мережах та в блозі Pusheen.
На офіційному вебсайті Пушин описується як вигадана кішечка, яка любить вести блоги, перекушувати та потрапляти у пригоди. Оригінальна серія коміксів включала персонажів за зразком Белтон, Даффа, їхню собаку на ім'я Карм (скорочення від "Кармен") та Пушин, пухнасту сіру таббі-кішку за мотивами кішки Белтон, яка зараз живе разом з батьками в Орегоні. Ім'я Пушин походить від слова puisín , що означає кошеня по ірландськи. Іноді Пушин та її сестра Стормі малюють на різні теми, наприклад, Пушинозавр Рекс, де Пушин — динозавр, а Стормі — у яйці динозавра. Вона також може бути Пушинікорна, Мурманкою та багатьма іншими темами. У Пушина є мама, тато, чоловік, сестра на ім’я Стормі, брат на ім’я Піп, двоє дітей та безліч пухнастих друзів, серед яких лінивець-лінивець, Бо-папуга та Хом'як Щік.

## Історія
Вперше Пушин з'явилася у травні 2010 року в коміксі «Думки Пушин» на вебсайті Клер Белтон та Ендрю Даффа, Everyday Cute. 2011 року Белтон і Дафф запустили спін-оф-сайт, присвячений Пушин. 2013 року Белтон опублікувала колекцію коміксів "I Am Pusheen The Cat" із зображенням Пушин.
Пушин стала добре відома завдяки появі у наборах наклейок на Facebook, що є зображеннями, які можна додавати до особистих повідомлень або коментарів. Ця функція, включаючи набір наклейок Pusheen, була представлена на Android у квітні 2013 року та додана на головний вебсайт у липні того ж року. У статті для журналу PC про смайлики та унікод Саша Сеган назвав Пушина "власним смайликом" у Facebook, який використовується як форма блокування продавця.
У квітні 2017 року корпорація Pusheen придбала офісні приміщення в передмісті Парк-Ридж в Чикаго. Офіси використовуються як робочий простір для художників та фотографів.

## Соціальні мережі
Пушин — приклад популярності котів в Інтернеті. Виставка в нью-йоркському Музеї рухомого зображення розглядала цей феномен, виділяючи Пушин поряд з іншими знаменитими котами, такими як Сварливий кіт і Ліл Буб. Станом на лютий 2019 року на сторінці Пушин у Facebook понад 9,2 мільйона шанувальників. Бренд розширився товарами, включаючи додаток. Pusheen розширився і вийшов за рамки Facebook і зараз бере участь у багатьох соціальних мережах, таких як: Instagram, Pinterest та Twitter. Цей мультфільм також має багато фан-сторінок на платформах та в блогах, присвячених святкуванню комічного. Популярність Пушин навіть дозволила Pusheen Corp. створити додаток, який є розширенням їхньої колекції наклейок, яка розпочалася у Facebook. У кожному акаунті в соціальних мережах, який офіційно належить творцям Pusheen, кішка набрала понад мільйон підписників і їхнє число постійно збільшується. Завдяки такому зростанню популярності компанія почала випускати GIF-файли на своєму вебсайті кілька разів на місяць.

## Товари
Корпорація Pusheen розпочала продаж товарів Пушин після того, як популярність кішки зросла в липні 2010 року.Перший товар Пушин був проданий на вебсайті Everyday Cute як брелок та намисто. Звідти мерчандайзинг розширився. 2014 року Гунд зацікавився мультфільмовою кішкою і став виробником плюшевих іграшок і жалюзі Пушин, які допомогли бренду знятися. Зараз компанія Pusheen Corp. об'єдналася з багатьма брендами для створення та продажу товарів у магазинах, включаючи конкретні предмети роздрібної торгівлі. Pusheen Corp's має багато нинішніх роздрібних торговців, включаючи Hot Topic, Books-A-Million, Barnes & Noble, Claire's, Petco, Walmart, Target, FYE та Gund. У Пушин також є Funko Pop! лінія, що складається з різних стилів вінілових фігур. Pusheen Corp. розширила свою торгівлю товарами на вебсайті, який раніше називався Hey Chickadee, який у квітні 2019 року був перейменований на The Pusheen Shop. На вебсайті представлені колекції товарів, присвячених Пушин, які включають плюшеві іграшки, одяг, декор для дому та різні аксесуари. Також доступна щоквартальна передплатна коробка під назвою Pusheen Box, наповнена продуктами Pusheen.